# Långfotad röksvamp
Långfotad röksvamp (Lycoperdon excipuliforme) är en svampart som först beskrevs av Giovanni Antonio Scopoli, och fick sitt nu gällande namn av Christiaan Hendrik Persoon 1801. Enligt Catalogue of Life ingår Långfotad röksvamp i släktet Lycoperdon,  och familjen Agaricaceae, men enligt Dyntaxa är tillhörigheten istället släktet Lycoperdon,  och familjen röksvampar. Arten är reproducerande i Sverige. Inga underarter finns listade i Catalogue of Life.

## Bildgalleri

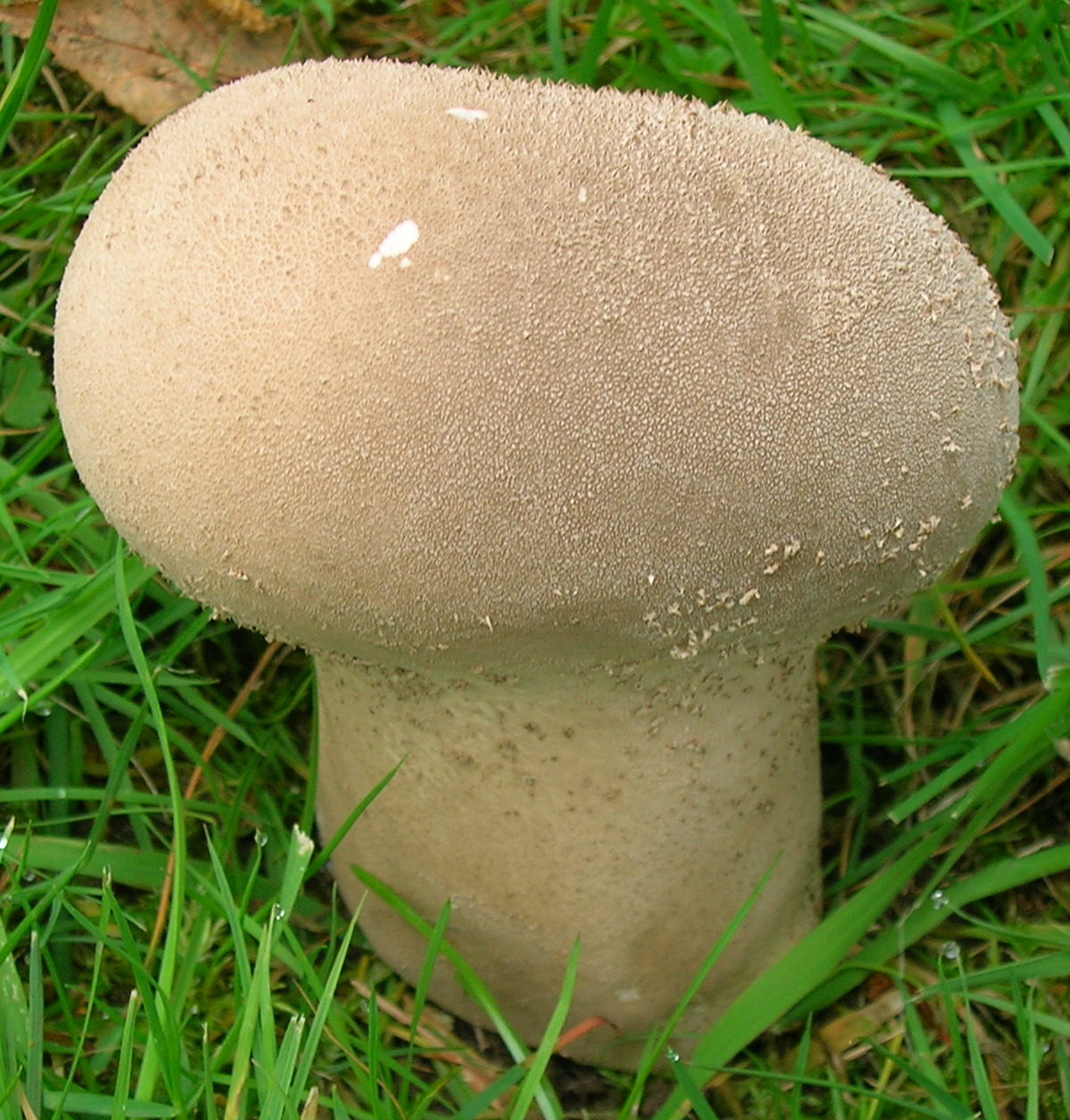
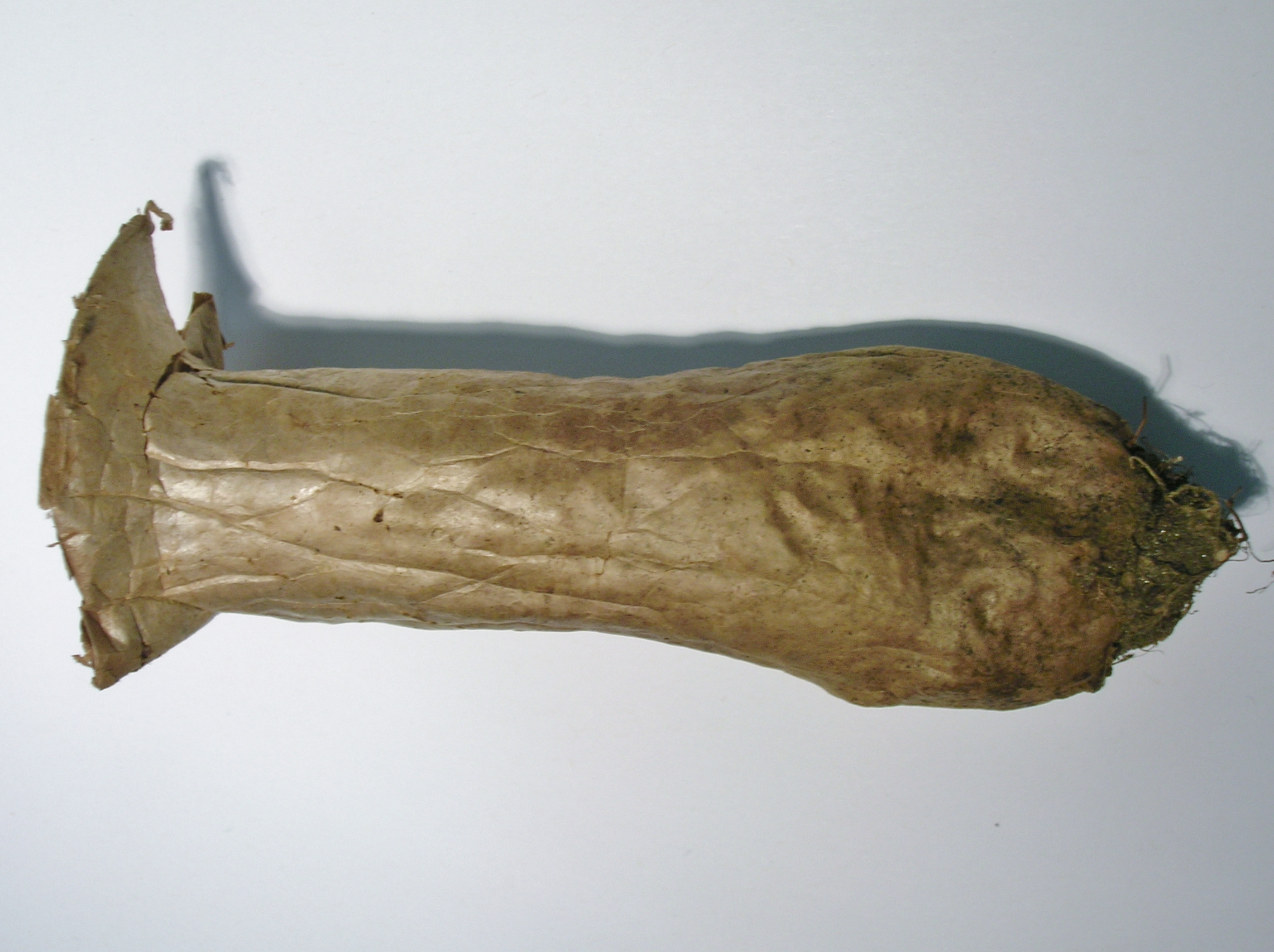
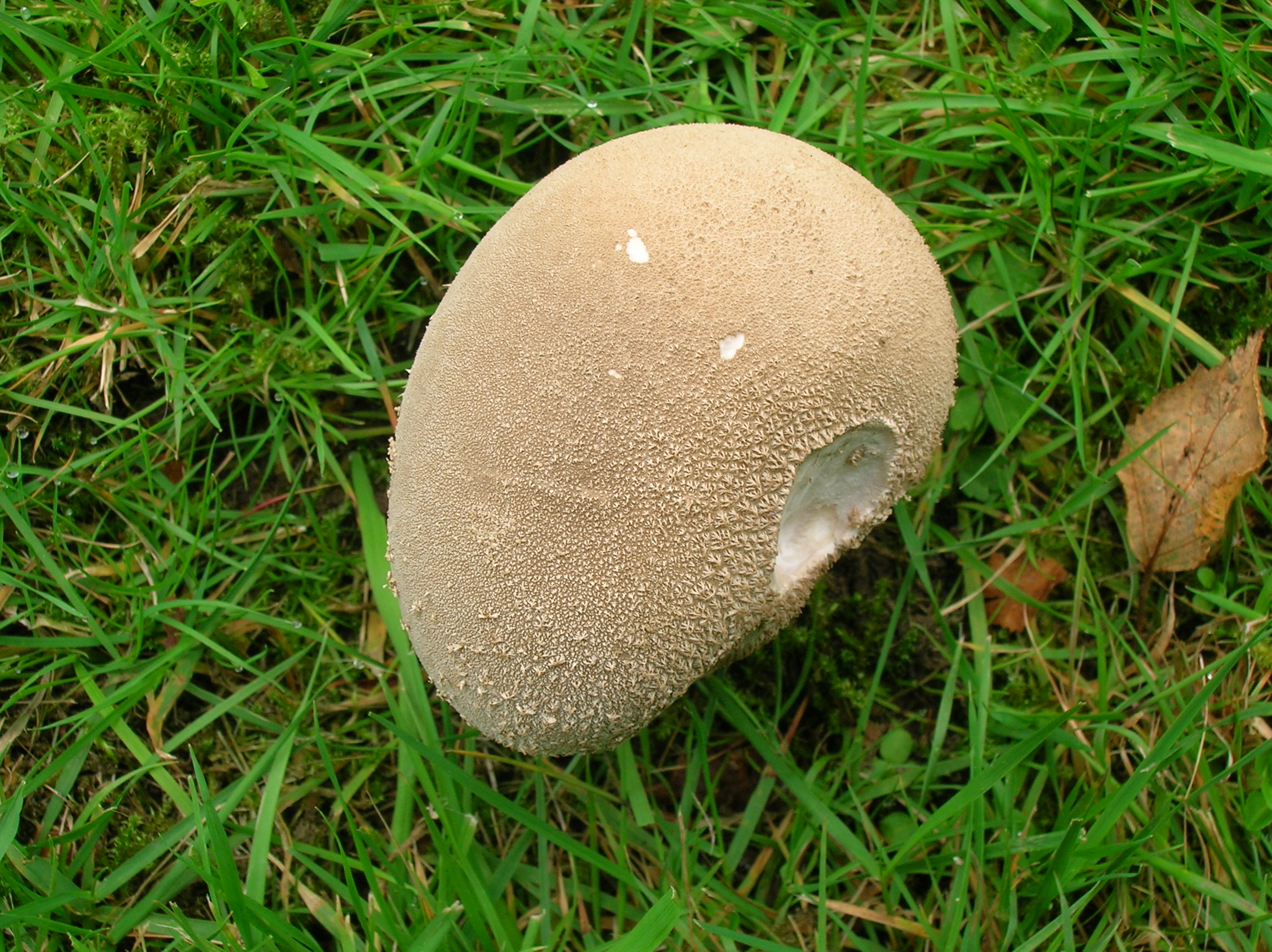
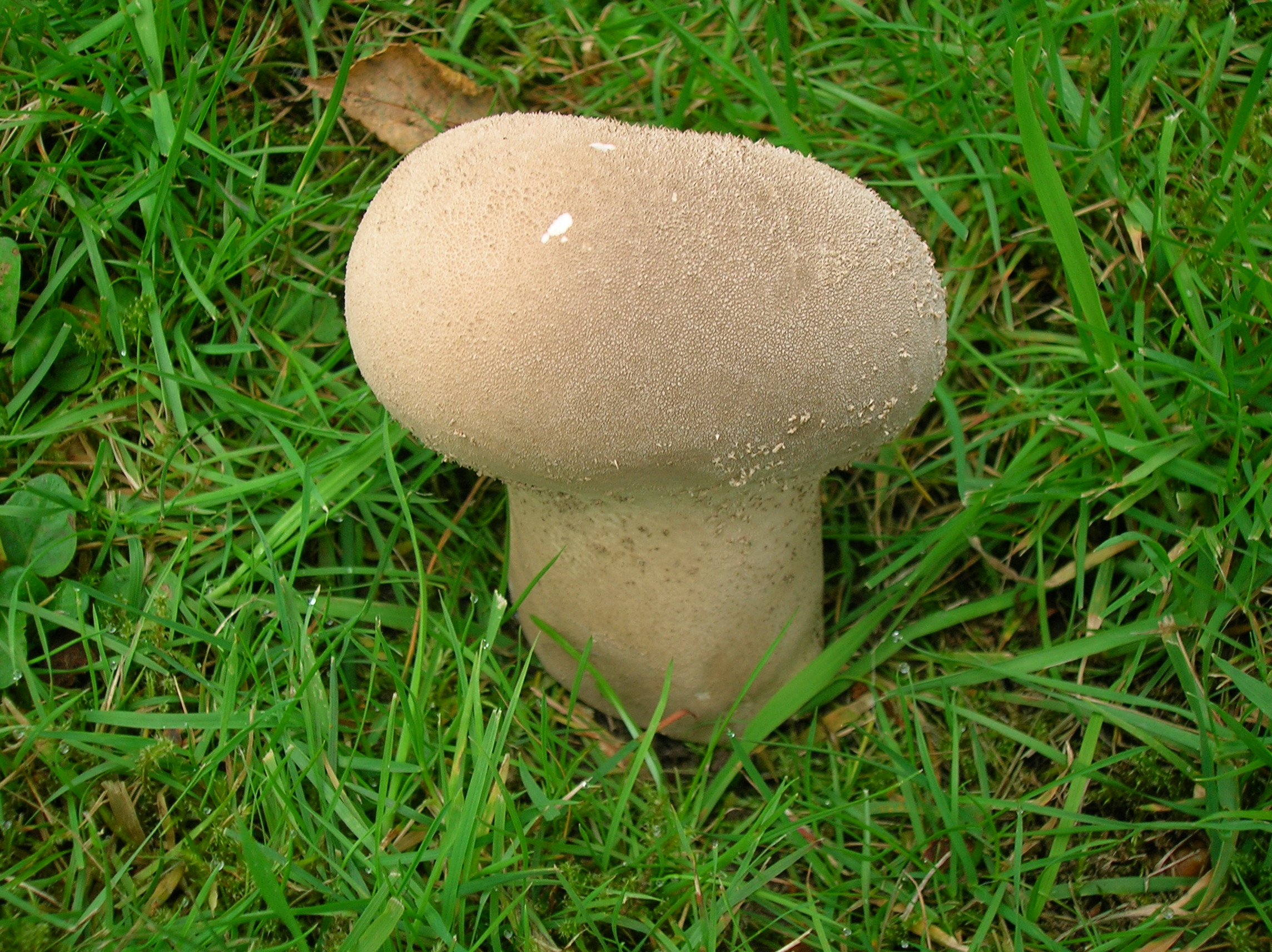
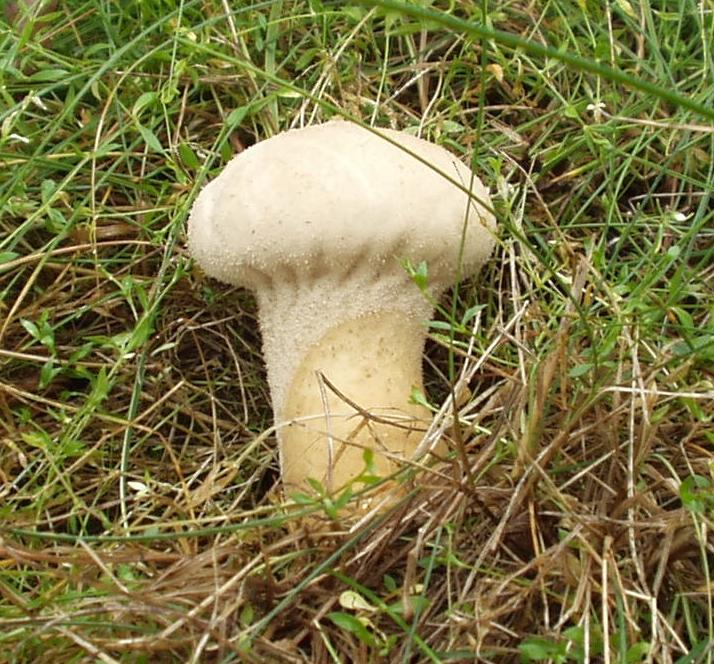
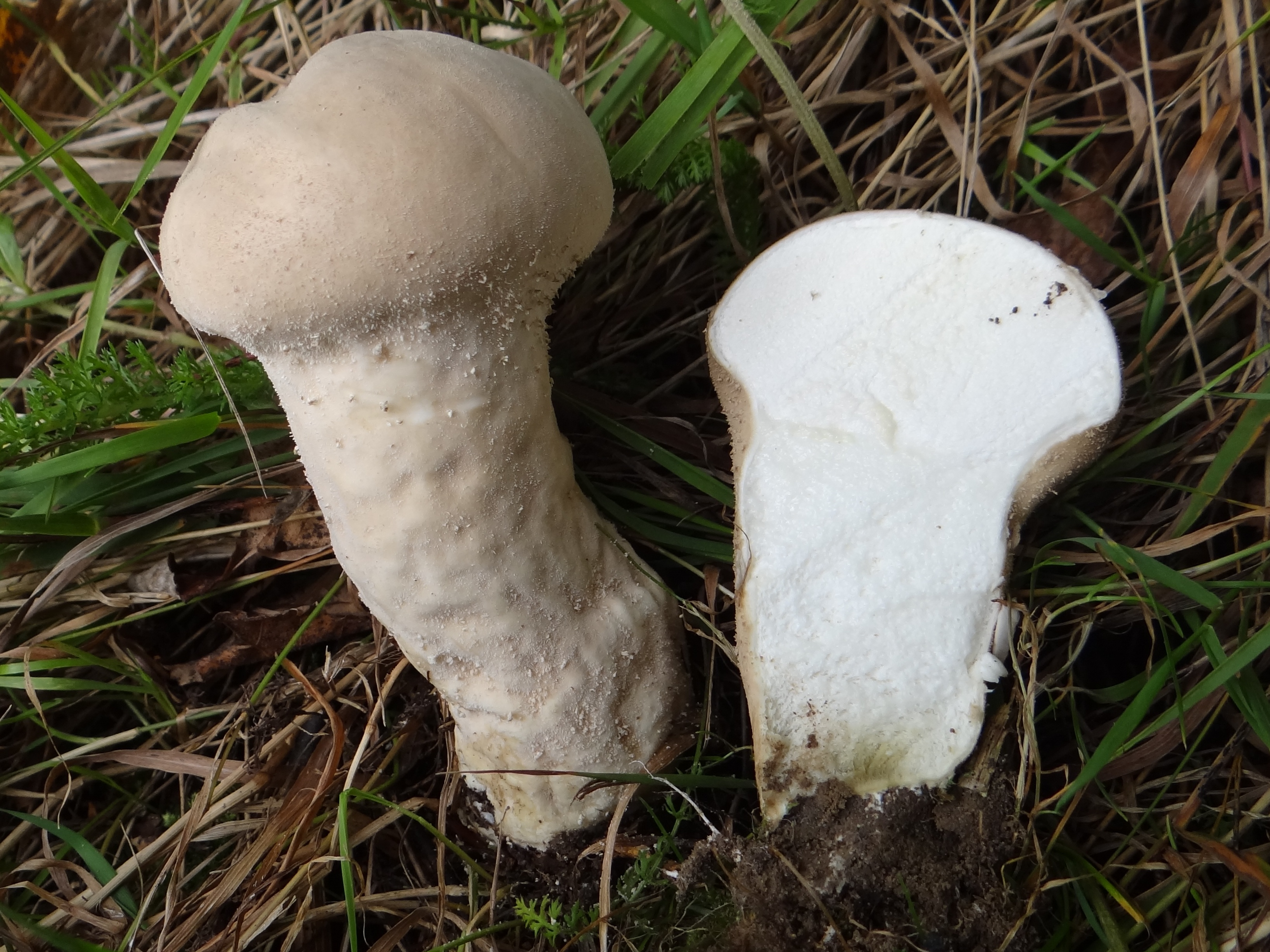